# Miquel Navarro

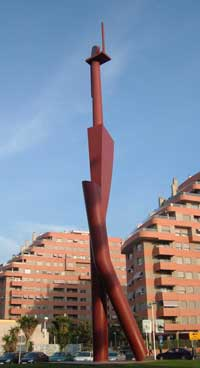
Cabeza con luna menguante (2001), opgedragen aan de stad Mislata

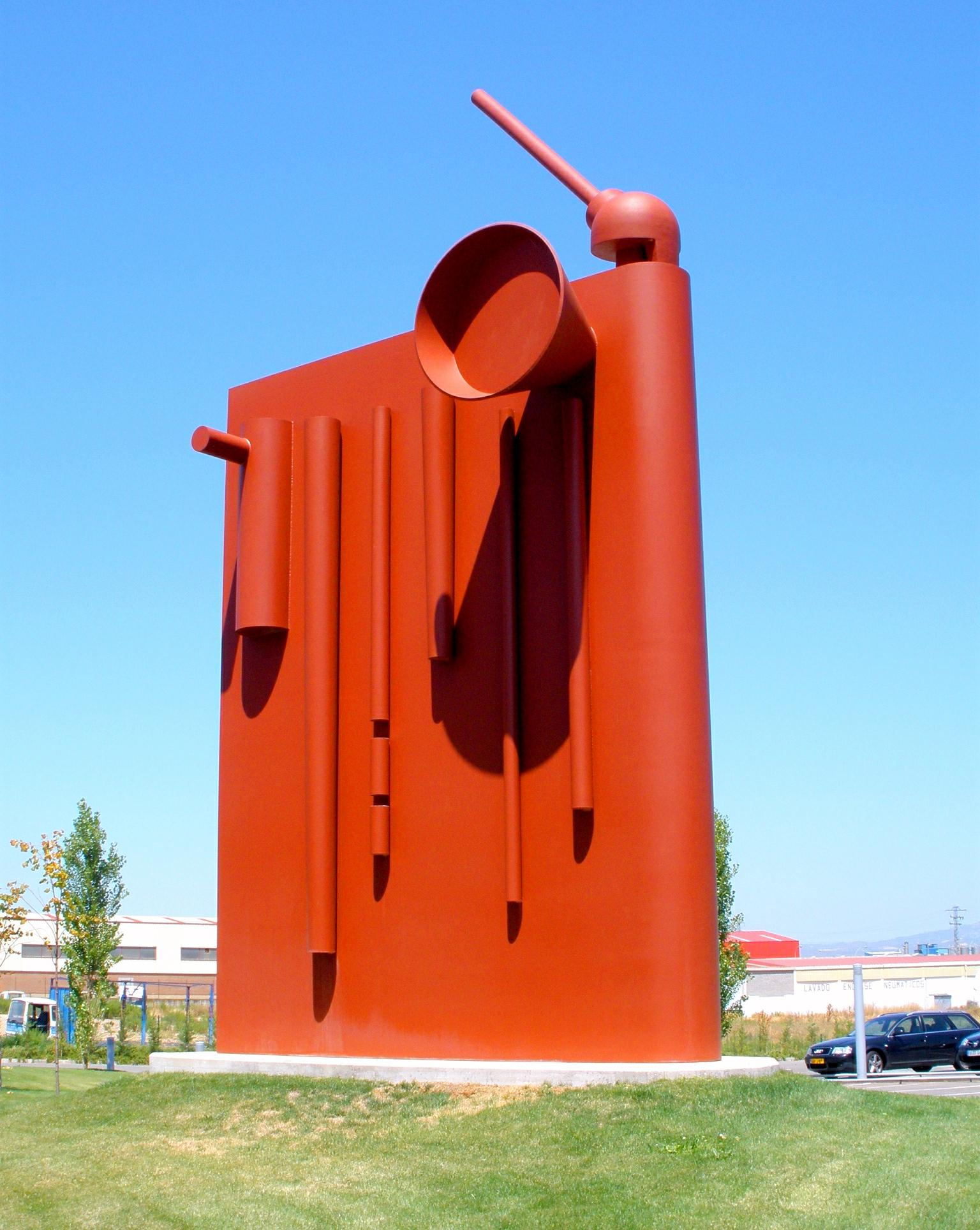
Calibres, Book of Tools (2006)

Miquel Navarro (Mislata, 1945) is een Spaanse schilder, beeldhouwer en graficus.

## Leven en werk
Navarro studeerde aan de Escuela Superior de Bellas Artes de San Carlos in València. In 1964 startte hij aanvankelijk zijn carrière als schilder, maar vanaf 1972 concentreerde hij zich toch vooral op het beeldhouwen.
In 1973 exposeerde hij zijn eerste installatie "Ciutat" in terracotta. Aansluitend ging hij werken met het materiaal ijzer, om grotere en meer duurzame sculpturen te kunnen maken. In 1980 kreeg Navarro zijn eerste expositie in New York, waarna andere steden volgden in Europa: Parijs, Berlijn, Florence, de Verenigde Staten en Mexico. Zijn werk bevindt zich in vele museumcollecties.

## IVAM Valencia
In 2005 heeft Miquel Navarro een grote schenking gedaan aan het Institut Valencià d'Art Modern in València van 512 werken, waarvan 81 sculpturen, voornamelijk afkomstig uit zijn atelier in Mislata en zijn privécollectie.

## Museumcollecties
Het werk van Navarro maakt deel uit van vele museum- en andere collecties, onder andere
- Guggenheim Museum (New York)
- Guggenheim Museum (Bilbao)
- Collectie Bank Brussel Lambert in Brussel
- Centre Georges Pompidou in Parijs
- Lehmbruck-Museum in Duisburg
- Mie Prefectural Art Museum in Tsu (Mie), Japan
- Museo Nacional Centro de Arte Reina Sofía in Madrid
- Museu d'Art Contemporani de Barcelona (MACBA) in Barcelona
- IInstitut Valencià d'Art Modern (IVAM) in Valencia

## Werken in de openbare ruimte (selectie)
- 1984 Fuente Pública la Pantera Rosa in Valencia
- 1989 Minerva Paranóica in Castellón de la Plana
- 1989 El Fanalet - Quart de Poblet
- 1992 Fraternitat in Barcelona
- 1994 Boca de luna in Brussel
- 2000 Cabeza pensante
- 2000 Oteando in Torrelavega
- 2000 Vigia in Las Palmas de Gran Canaria
- 2001 Cabeza con luna menguante (Mislata) in Valencia
- 2002 Figura Palera, Paseo Marítimo Huelin in Malaga
- 2002 La Mirada, Artium in Vitoria-Gasteiz
- 2003 El Parotet in Valencia
- 2005 Connections, Museo de bellas artes de Bilbao
- 2006 Calibres, Book of Tools, Museo Würth La Rioja
- 2007 Mantis in Murcia
- 2008 Valvula con alberca in Zaragoza

## Fotogalerij

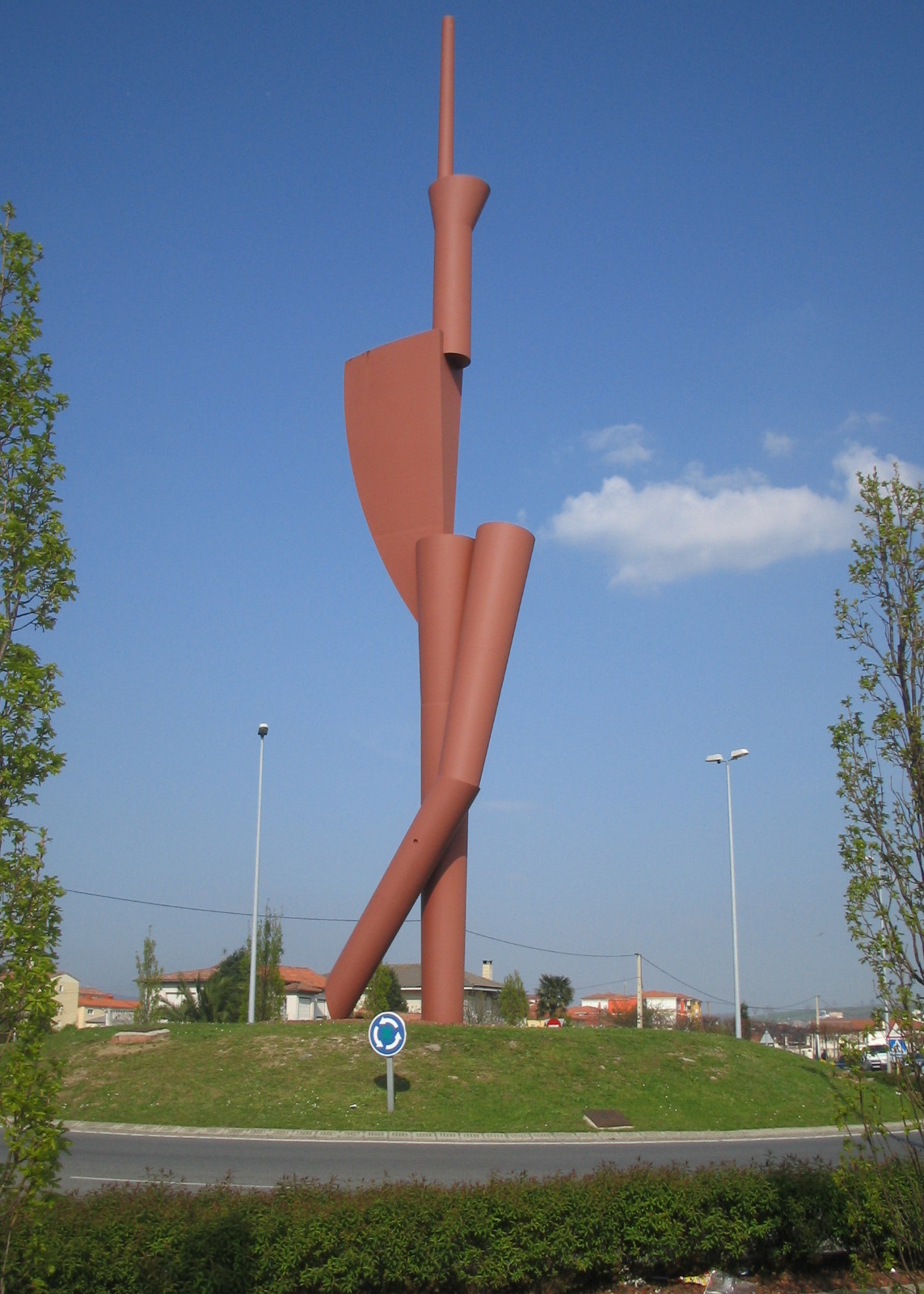
Oteando (2000) in Torrelavega
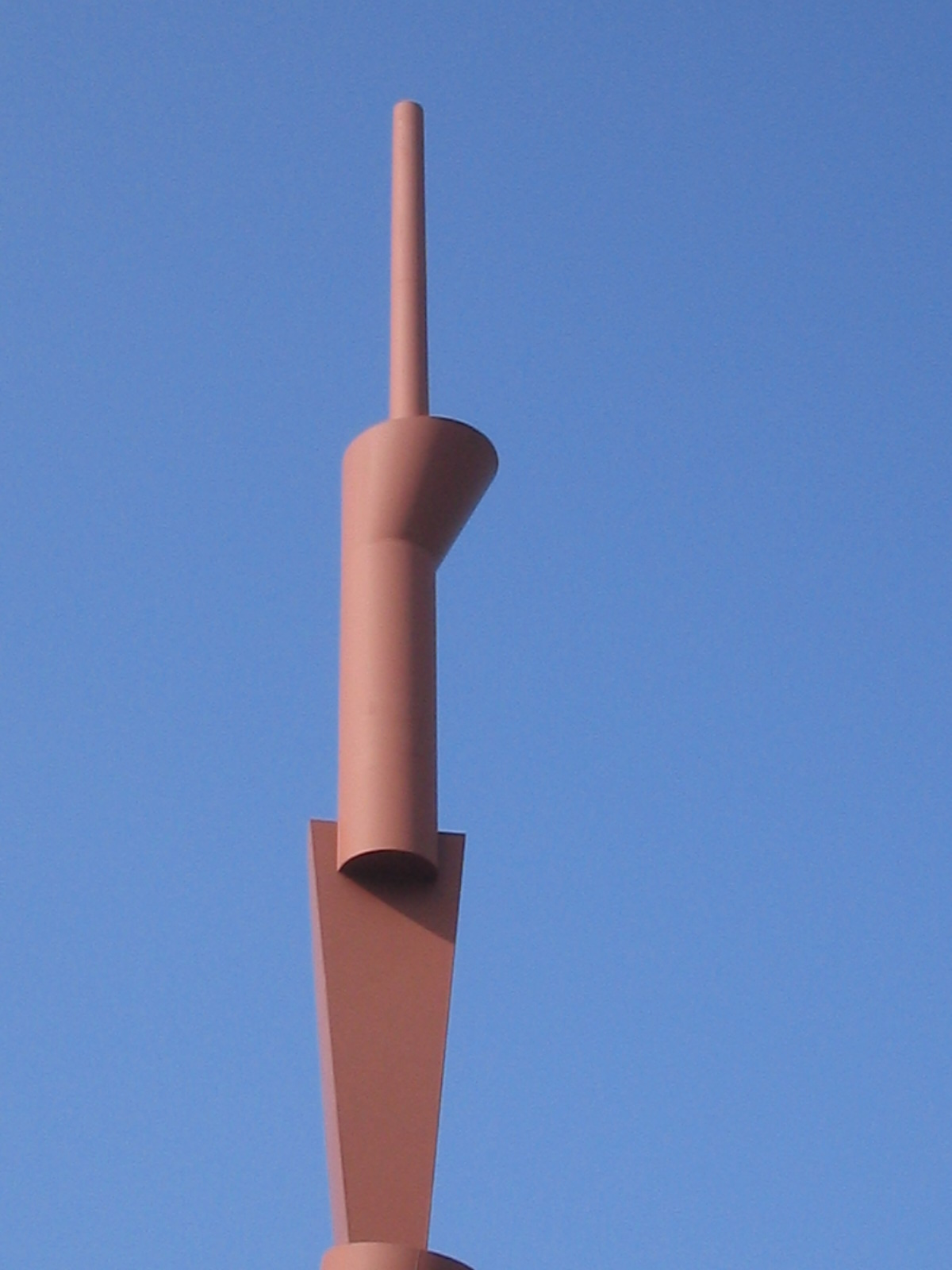
Oteando (detail)
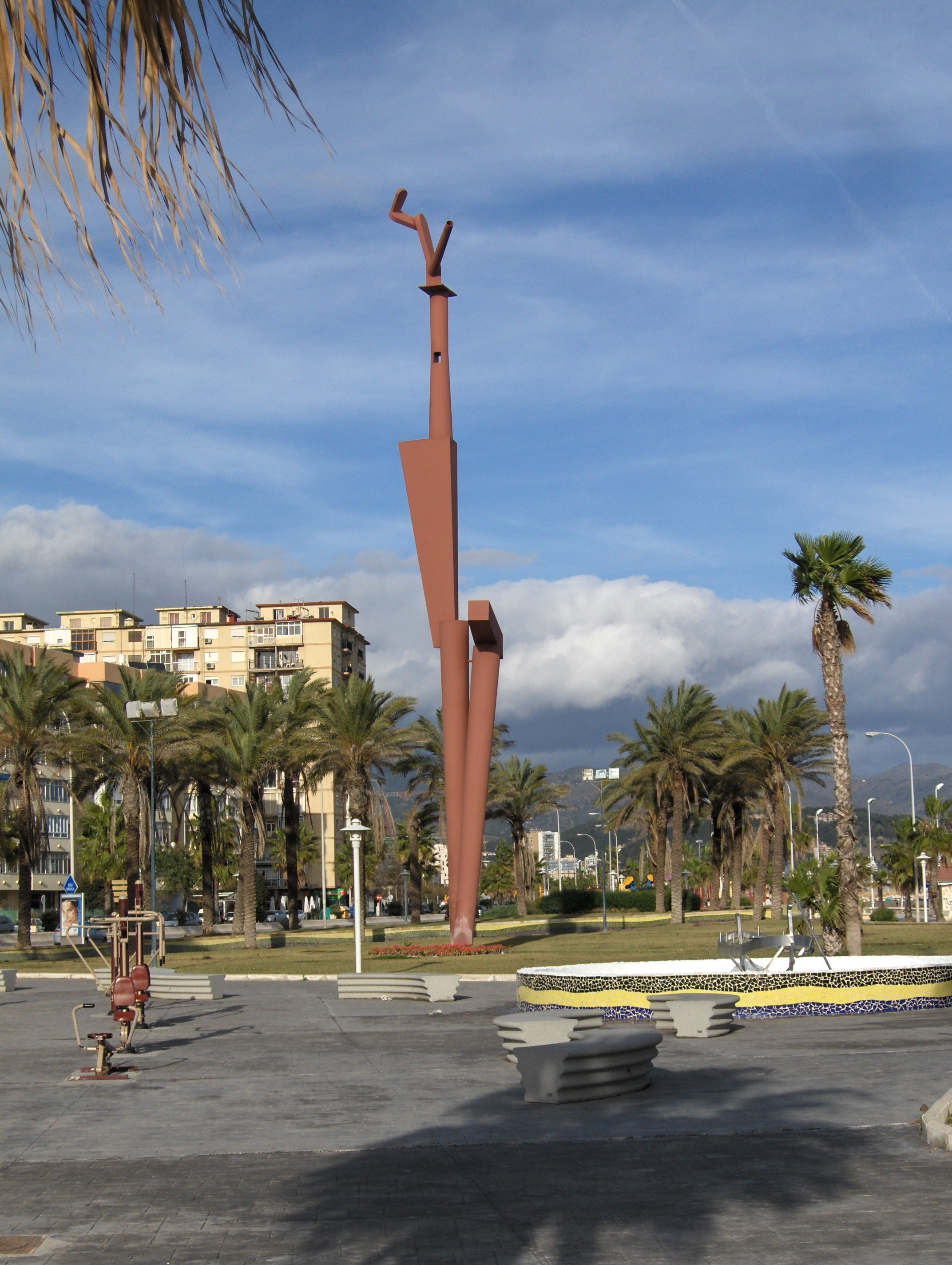
Figura Palera (2002) in Málaga
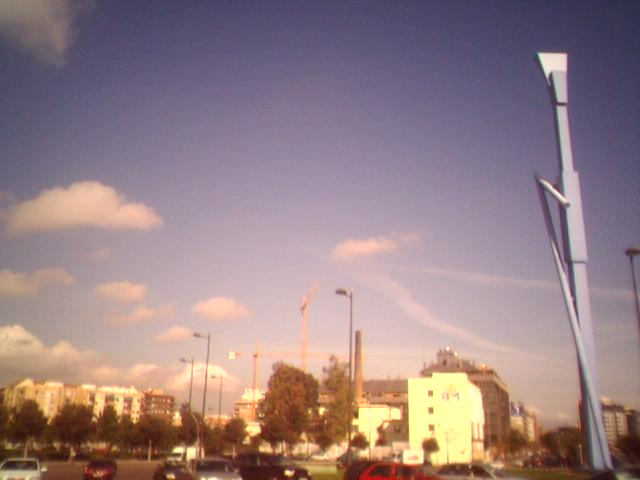
El Parotet (2003) in Valencia
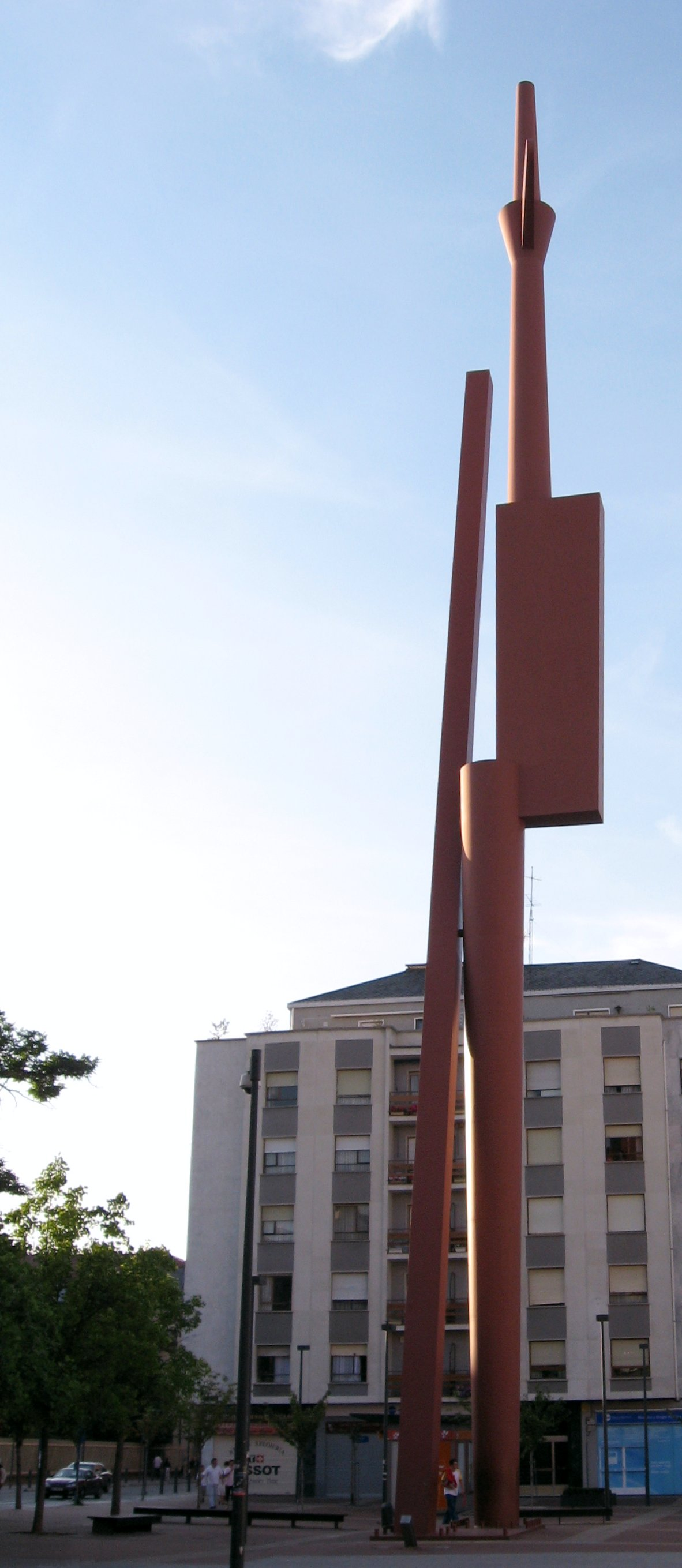
La Mirada (2002) in Vitoria-Gasteiz
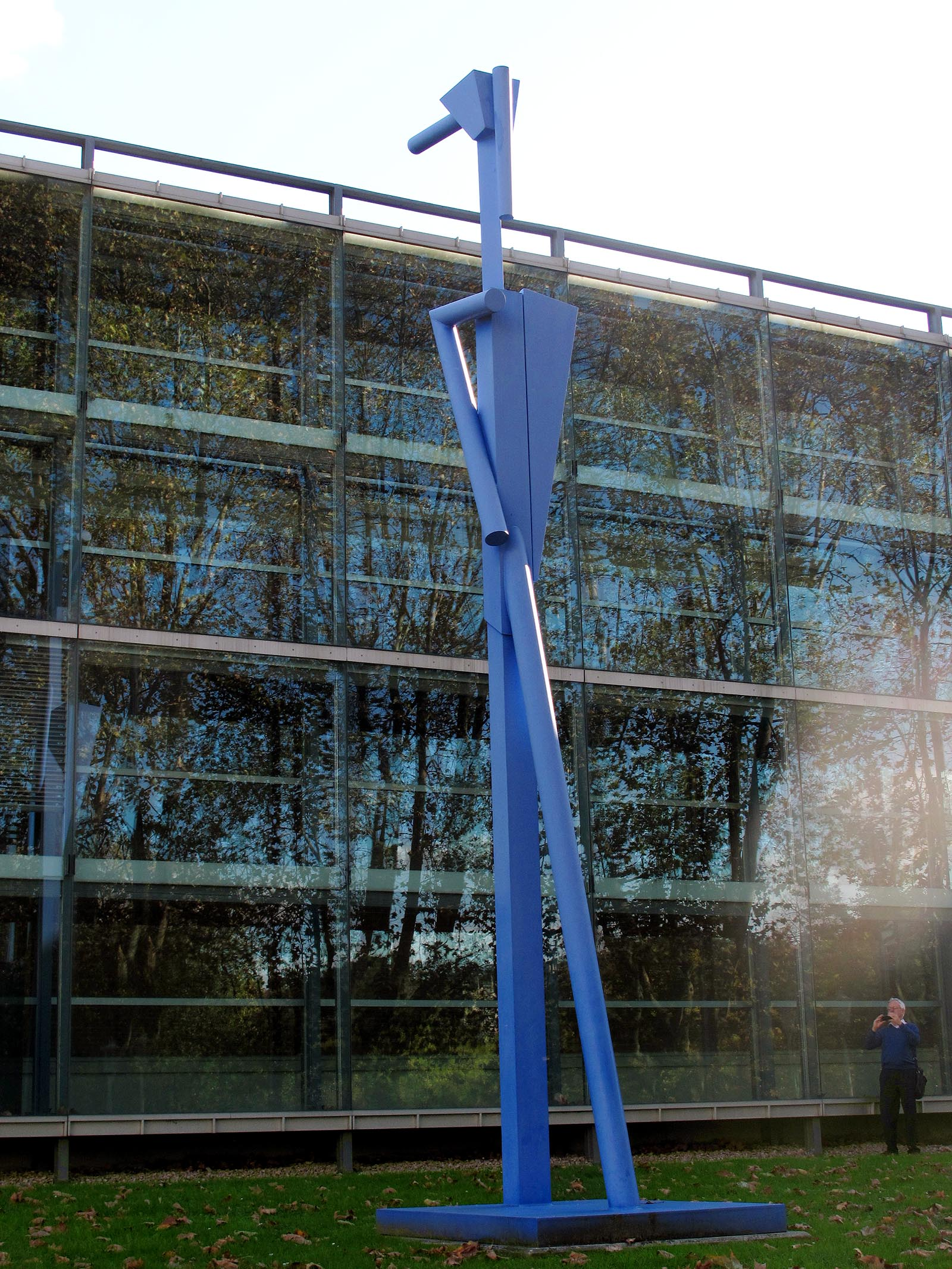
Connections (2005), Bilbao